# Донецкуголь
Донецкуголь (укр. Донецьквугілля) — украинское угледобывающее государственное предприятие (центр — город Донецк). Добыча угля в 2001 году составила 528,38 тысяч тонн. 

## История
Производственное объединение по добыче угля Министерства угольной промышленности УССР в Донецкой области УССР «Донецкуголь» создано в 1975 на базе угольных трестов «Куйбышевуголь», «Петровскуголь», «Рутченковуголь», «Пролетарскуголь», «Добропольеуголь», «Макеевуголь», «Советскуголь», «Селидовуголь», «Красноармейскуголь».  Включало 29 шахт, трест «Донецкуглестрой» и др. Объединение награждено орденом Ленина (1966).

## Структура
Сегодня в объединение входят 9 шахт:
1. имени Горького,
2. имени Скочинского,
3. «Кировская»,
4. «Куйбышевская»,
5. «Лидиевка»,
6. «Моспинская»,
7. «Трудовская»,
8. шахтоуправление «Красная Звезда»,
9. шахтоуправление «Октябрьское»

А также: «Донуглепроект», «Нормауглебытснаб», Куйбышевское и Пролетарское РСУ, Куйбышевское и Пролетарское управление жилищно-коммунального хозяйства, управление по гашению, профилактике породных отвалов и рекультивации земель, учебно-курсовой комбинат, фирма материально-технического обеспечения по сбыту продукции, предприятие военизированной охраны и службы безопасности, предприятие по техобслуживанию и ремонту горно-шахтного оборудования, предприятие специальных маркшейдерских работ, теплоцентраль.
Ранее в состав объединения входили:
- Шахта № 17-17бис,
- Шахта «Бутовка-Донецкая»,
- Шахта имени Засядько,
- Шахта «Петровская»,
- Шахта «Южнодонбасская № 1»,
- Шахта «Южнодонбасская № 3»

Закрылись согласно программе закрытия неперспективных шахт
- в 1996 году:
  - имени Газеты «Правда»,
  - «Панфиловская»,
  - «Мушкетовская»,
- в 1999 году:
  - № 9 «Капитальная»,
  - № 12 «Наклонная»,
  - № 6 «Красная Звезда»,
- в 2000 году:
  - «Октябрьская».

## Руководство
- 1938 — Касауров, Николай Данилович
- 1938—1939 — Изотов, Никита Алексеевич
- 1939—1941 — Засядько, Александр Фёдорович
- 1945—1946 — Задемидко, Александр Николаевич
- 1946—1947 — Зайцев, Николай Александрович
- 1947—1950 — Заблодский, Григорий Петрович
- 1950—1954 — Поченков, Кондрат Иванович
- 1954—1956 — Нырцев, Михаил Петрович
- 1956—1961 — Красозов, Иван Павлович
- 1961—1965 — Чебанов, Василий Иванович
- 1965—1974 — Тарадайко, Всеволод Семёнович
- 1974—1978 — Воронин, Василий Алексеевич
- 1978—1982 — Сургай, Николай Сафонович[4]
- 1982—1986 — Фисун, Александр Петрович
- 1986—1996 — Ильюшенко, Валентин Григорьевич
- 2003—н.в. — Захаров, Валерий Сергеевич